# سهره سیاه سنت لوسیا
سهره سیاه سنت لوسیا (نام علمی: Melanospiza richardsoni) نام یک گونه از تیره فرخنده است.